# Дерябкин, Владимир Игнатьевич
Владимир Игнатьевич Дерябкин (9 апреля 1949, Каменский район, Ростовская область — 6 февраля 2022, Санкт-Петербург) — цирковой артист, клоун, ученик Олега Попова, дрессировщик медведей, создатель Медвежьего театра миниатюр, создатель музея граммофонов, создатель музея казачьей культуры, автор стихов и песен о цирке, автор рассказов, Заслуженный артист России (1994).

## Биография
Дерябкин родился в 1949 году в городе Каменске (бывшая станица Каменская) Ростовской области, в казачьей семье (по другим данным — в соседнем хуторе Хоботок). Окончил пять классов. В 16 лет он приехал в Ленинград, где устроился в цирк на Фонтанке ночным конюхом. Увлёкся цирком. В свободное от работы время посещал школу народного цирка. Вскоре он стал работать в цирке клоуном. Вначале работал в дуэте с Анатолием Хлюпиным.
Дерябкин создал первый в России Медвежий театр миниатюр. Неоднократно являлся дипломантом и лауреатом цирковых премий. В 1996 году в возрасте 47 лет закончил выступления в цирке. Занимался восстановлением казачьей культуры в хуторе Хоботок.
Умер 6 февраля 2022 года в Санкт-Петербурге от онкологического заболевания.
Похоронен 10 февраля 2022 года на городском кладбище Каменска-Шахтинского.
Его дело продолжает сын — также артист цирка на Цветном бульваре Владимир Владимирович-младший.

## Увлечения
Коллекционировал граммофоны. После завершения цирковой карьеры, в 1997 году, создал первый в России частный музей граммофонов. По мнению специалистов, в настоящее время музей по количеству экспонатов (граммофонов) является третьим в мире. В музее представлена практически вся история создания и развития мировой звукозаписи, в том числе и российской.

## Награды
- Медаль «За трудовую доблесть» (14 февраля 1980 года) — за заслуги в развитии советского циркового искусства[6][7].
- Заслуженный артист Российской Федерации (1 декабря 1994 года) — за заслуги в области циркового искусства и многолетнюю работу в Государственной компании «Российский цирк»[8].